# Giuseppe Alessi
Ne doit pas être confondu avec Giuseppe D'Alesi.
Pour les articles homonymes, voir Alessi (homonymie).
Giuseppe Alessi (San Cataldo, 28 octobre 1905 - Palerme, 13 juillet 2009) est un homme politique italien, premier président de la Région sicilienne.

## Biographie

### Origines et formation
Il est le fils d'un artisan, fabricant de crivu, crible sicilien pour trier la farine et le son.
Membre de plusieurs organisations catholiques à partir de 1918, il est diplômé en droit et exerce comme avocat.
Entré à 16 ans au Parti populaire italien où il rencontre Salvatore Aldisio, il y reste fidèle sous la période fasciste durant laquelle il fonde le club ouvrier chrétien, interdit pour activités anti-régime.
Il est proche des responsables communistes de Caltanissetta, Emanuele Macaluso et Pompeo Colajanni.

### Père de l'autonomie sicilienne
En août 1943, il fonde et dirige le périodique anti-séparatiste Unità et, en décembre 1943, il est, avec Aldisio, Bernardo Mattarella et Pasquale Cortese, parmi les organisateurs de la Démocratie chrétienne sicilienne, qui a été fondée dans son bureau de Caltanissetta et dont il fixe les objectifs : fin de la monarchie et convocation d'une Assemblée constituante, autonomie spéciale pour la Sicile et lutte contre la mafia. Il est le créateur du symbole du parti, le bouclier avec une croix, légèrement retouché par Luigi Sturzo et adopté par De Gasperi. La même année, il est nommé président du Comité de libération nationale de la province de Caltanissetta et membre du CLN régional.
Poussé en politique par son maître Luigi Sturzo, rencontré par l'intermédiaire de Salvatore Aldisio, devenu haut commissaire pour la Sicile en 1944, il est maire de San Cataldo en 1945, puis siège au Conseil régional pour l'élaboration du statut de la région sicilienne et de la Commission mixte pour l'application des règles du statut sicilien, en y apportant ses valeurs catholiques.
Au sein de son parti, il est membre du Conseil national de 1947 à 1953 et de 1962 à 1963 et membre de la direction centrale de 1951 à 1953.
En avril 1947, il est élu député à l'Assemblée régionale sicilienne sur la liste DC. Faute d'accord lors de la première session parlementaire le 25 mai, il prend les rênes des négociations pour la DC et obtient une alliance avec les forces de droite qui porte Ettore Cipolla à la présidence de l'ARS le 30 mai 1947, et lui, le même jour, premier président de la région sicilienne. Il prend la tête d'un gouvernement monocolore suivi en mars 1948 d'un gouvernement DC-PLI-PRI-UQ-PSLI. Grâce à ses capacités de dialogue avec la gauche, il fait voter par les premières lois siciliennes, une réforme agraire. Il construit le socle de l'institution régionale et fait verser les montants de l'imposition directement au budget sicilien sans passer par les caisses de l’État.
En 1949, il démissionne pour s'opposer au gouvernement italien, écrivant à Sturzo : « J'ai affronté la tâche sans autre arme, sans autre connaissance ou instrument matériel que la foi en Dieu, la bonne volonté et l'amitié, voire la protection de sa personne. »
Il revient à la tête du conseil régional de 1955 à 1956,. Démissionnaire après le rejet du budget en novembre, il est porté à son tour, à l'unanimité, à la présidence de l'Assemblée régionale sicilienne  de décembre 1956 à juin 1959, poste auquel il soutient la prise de pouvoir de Silvio Milazzo, démocrate chrétien allié à la gauche et à la droite contre le candidat officiel de son parti. Il est réélu à l'ARS en 1951, 1955 et 1959.
La prise de pouvoir au mitan des années 1950 des jeunes turcs fanfaniens (Lima, Ciancimino et Gioia) marque le déclin de son pouvoir en Sicile, qu'il détenait avec Bernardo Mattarella, Franco Restivo et Salvatore Aldisio, pères de l'autonomie de l'île.
Il quitte le parlement régional quand il est élu sénateur dans la circonscription de Piazza Armerina aux élections générales de 1963 dans les rangs démocrates-chrétiens. Membre de la première Commission parlementaire antimafia il coordonne la sous-commission chargée d'enquêter les infiltrations mafieuses dans les collectivités locales. Il est soupçonné en 1964 de tentative de détournement de fonds publics au profit de son parti avec trois autres membres de la DC, Giuseppe Spataro, Onofrio Jannuzzi et Pier Carlo Restagno.
Aux élections générales de 1968, il est envoyé à la Chambre des députés, jusqu'en 1972. Pendant ce mandat, il préside la commission d'enquête sur l'affaire du plan Solo du SIFAR,.
Parmi les postes occupés, Alessi a également présidé le Comité provincial de Caltanissetta de la Croix-Rouge italienne, dirigé la Società di Navigazione Tirrenia, a été vice-président de Cassa di Risparmio VE, président de l'ESCAL et de l'Istituto dell'Enciclopedia Italiana (Treccani).

### Les dernières années
A San Cataldo, au milieu des années 1970, il sauve l'église mère de la ville de la démolition en raison d'un glissement de terrain. Alessi a réussi en impliquant toute la population et les institutions locales, à lever des fonds pour certains travaux de réhabilitation urgents. L'église est rouverte le 8 décembre 1979.
En 1996, il reprend sa robe d'avocat pour défendre l'ancien Premier ministre et sénateur à vie Giulio Andreotti contre des accusations de collusion avec Cosa nostra. Vers la fin des années 1990, avec Flaminio Piccoli, il était parmi les fondateurs historiques du mouvement pour la Renaissance de la démocratie chrétienne (RDC). Il adhère ensuite à la nouvelle Démocratie chrétienne dont il devient président d'honneur.
Il est décédé à 103 ans en 2009 ; le corps a été enterré au cimetière de Caltanissetta. Deux ans auparavant, le président de l'ARS Gianfranco Miccichè, avait annoncé par erreur la mort d'Alessi.
Son fils Alberto a été député de la Démocratie Chrétienne à la VIIIe, Xe et XIe législatures. A la chute de la DC, il adhère au Parti populaire italien puis au Centre chrétien-démocrate.

## Décorations
- Chevalier grand-croix de l'ordre du Mérite de la République italienne, 10 mai 1974[12].